# Lady Writer
„Lady Writer“ je skladba britské rockové skupiny Dire Straits, která se objevila na jejich albu Communiqué z roku 1979. Následně se také objevila na kompilačním albu Sultans of Swing: The Very Best of Dire Straits. Nevyskytuje se na žádných koncertních albech skupiny.
Inspirací Marku Knopflerovi, frontmanovi kapely, bylo, když sledoval televizi a tam viděl paní spisovatelku. Protože v písni se zpívá, že spisovatelka mluví o Panně Marii, spekuluje se, že dotyčnou inspirující spisovatelkou v televizi byla Marina Warnerová.